# کواتزه
کواتزه (به ایتالیایی: Coazze) یک کومونه در ایتالیا است که در استان تورین واقع شده‌است.

## خصوصیات
کواتزه ۵۶٫۵ کیلومترمربع مساحت و ۳٬۳۳۹ نفر جمعیت دارد.

## خواهرخوانده
شهر Decazeville خواهرخواندهٔ کواتزه هست.